# Tom Abel
Thomas Georg Abel  (nacido en 1970 en la Baja Baviera, Alemania ) es un cosmólogo alemán que simuló por primera vez el colapso de una estrella masiva sin metales que pertenece a la primera generación de estrellas del Universo. Este trabajo se realizó en colaboración con Greg L. Bryan y Michael L. Norman y se publicó en la revista Science (2002). Recibió su doctorado en Filosofía de la Universidad Ludwig Maximilian de Múnich en 2000.
Es profesor de Física en la Universidad de Stanford en Palo Alto, California y de Física de Partículas y Astrofísica en el Laboratorio Nacional de Aceleradores SLAC y de 2013 a 2018 se desempeñó como director del Instituto Kavli de Astrofísica de Partículas y Cosmología.
Su trabajo con el experto en visualización Ralf Kaehler se ha visto en muchos espectáculos planetarios, incluido "The Dark Universe" (2013).

## Biografía
Nacido el 3 de septiembre de 1970 en Straubing, Baja Baviera. Después de estudiar física de 1991 a 1998 en la Universidad de Ratisbona, Abel se doctoró en 1999 en la Universidad Ludwig Maximilian de Munich con Simon White sobre el tema: "Las primeras estructuras del universo: un estudio teórico de la formación, evolución y impacto de la formación de estructuras posteriores”. De 1999 a 2001 fue becario postdoctoral en el Instituto de Astronomía de Cambridge, Inglaterra, y en el Centro Harvard-Smithsonian de Astrofísica en Cambridge, Massachusetts. De 2002 a 2004, Abel fue profesor asistente en la Universidad Estatal de Pensilvania. Desde 2004 es profesor del Departamento de Física de la Universidad de Stanford y jefe del Departamento de Física Computacional del Instituto Kavli de Astrofísica de Partículas y Cosmología (KIPAC). Abel fue el primero en simular la desintegración de estrellas masivas libres de metales, que pertenecen a la primera generación de estrellas del universo ( población III). Uno de sus principales proyectos es la búsqueda del origen de la Primera luz en el universo. Se le considera uno de los representantes más importantes de la astrofísica computacional y la cosmología.

## Áreas de trabajo
Sus principales intereses son:
- Formación estelar primordial
- Formación de estructuras cosmológicas y reionización.
- Dinámica de fluidos astrofísica
- Transferencia radiativa.[6][7]